# فیلیپ چارلز پیلین
فیلیپ چارلز پیلین (انگلیسی: Philip Palin؛ ۸ اوت ۱۸۶۴ – ۲۲ ژانویه ۱۹۳۷) فرد نظامی اهل بریتانیا بود. وی همچنین برندهٔ جوایزی همچون نشان حمام شده‌است.